# 섀기 로저스

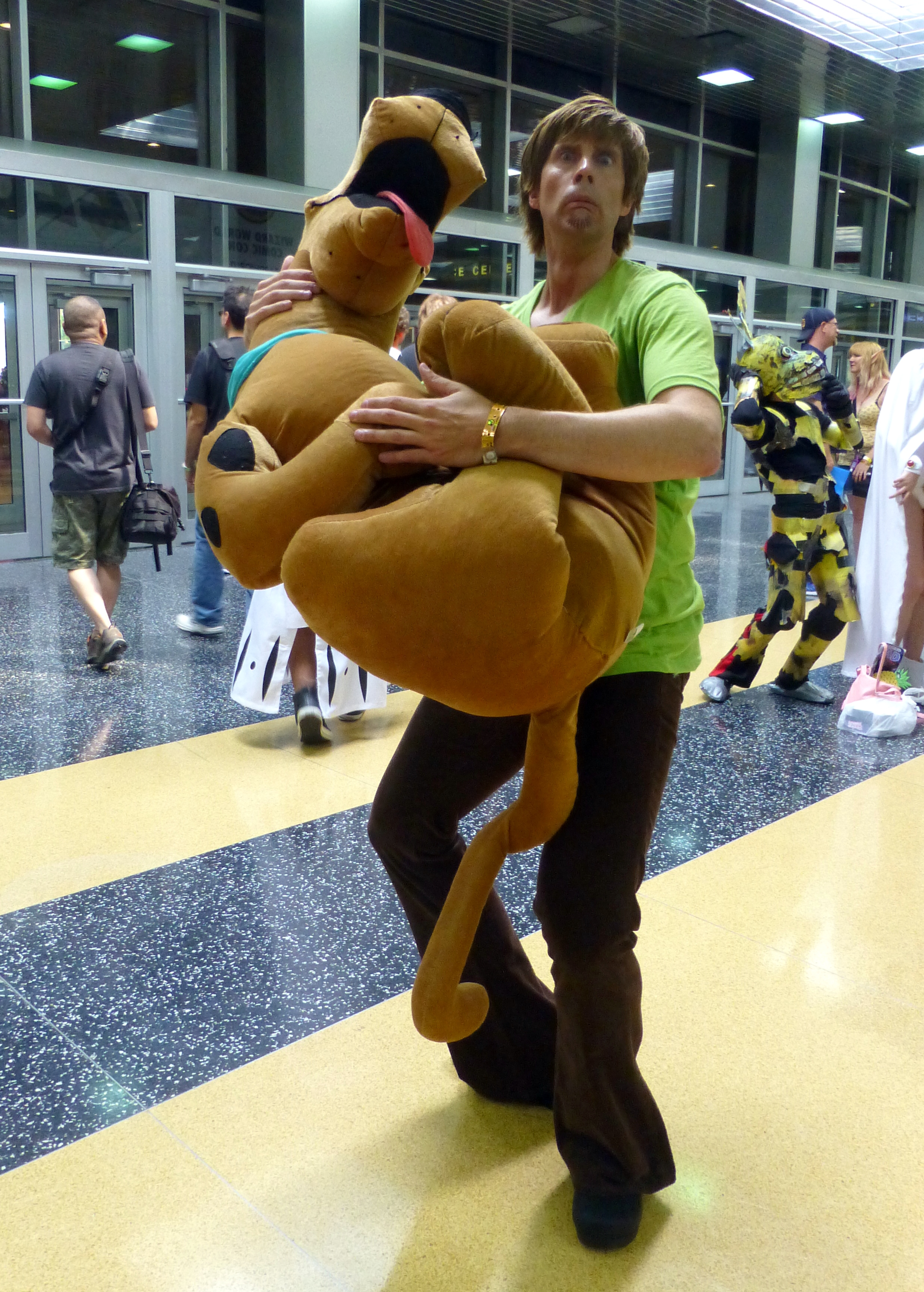

섀기 로저스(영어: Shaggy Rogers, 일본어: ボロピン)는 미국 애니메이션 회사 해나 바베라가 1969년에 만든 '동일한 이름'의 애니메이션 TV 프랜차이즈의 시조 캐릭터이자 주인공이다.

## 외국밈
프라이데이 나이트 펑킨에서도 신급이고 손오공과 원펀맨을 기절시키는 짤도 있다. 그리고 프라이데이 나이트 펑킨에서는 그를 상대할 자는 아무도 없다고 한다.